# PGC 453
LEDA/PGC 453 ist eine Galaxie im Sternbild Pegasus nördlich des Himmelsäquators. Sie ist schätzungsweise 863 Millionen Lichtjahre von der Milchstraße entfernt und hat einen Durchmesser von etwa 190.000 Lichtjahren. Vom Sonnensystem aus entfernt sich das Objekt mit einer errechneten Radialgeschwindigkeit von näherungsweise 19.100 Kilometern pro Sekunde.
Im selben Himmelsareal befinden sich unter anderem die Galaxien NGC 1, PGC 306, PGC 415, PGC 1821272.